# توپولووو (استان خاسکوو)
توپولووو (به بلغاری: Topolovo) یک منطقهٔ مسکونی در بلغارستان است که در شهرستان ماجاروفو واقع شده‌است.